# 武田久美子 パイオニア・サウンド・ハイスクール
武田久美子 パイオニア・サウンド・ハイスクール（たけだくみこ パイオニアサウンドハイスクール）は、1983年5月2日から1984年3月30日まで、ニッポン放送で放送されていたラジオ番組。
パイオニア（ホームAV機器事業部。現・オンキヨーホームエンターテイメント）の一社提供番組。

## パーソナリティ
- 武田久美子 （メイン）
- 酒井妙[1]
- 遠藤美和[1] （「東大生が選ぶアイドルコンテスト」優勝者）

## 概要
パイオニア一社提供枠としての前番組『塚たん・芳恵のランナウェイ!サウンドレポート』より、同枠とカセットテープでの投稿を主体としたスタイルを継承した番組。ニッポン放送の夜ワイド番組が『くるくるダイヤル ザ・ゴリラ』から『ヤングパラダイス』に変わると共に平日夜の各番組枠の大幅な再編が行われ、パイオニア一社提供枠も23:17頃から24:30枠に移った。
三人がレギュラー出演していたが、武田久美子の冠番組である。武田にとっては、ニッポン放送においては『武田久美子・水島裕の愛して!ウィウィ』（1982年10月 - 1983年3月、月曜日20:00 - 20:55）に続くレギュラー番組であった。
送られたカセットテープの作品には、2分間DJ、ミニドラマ、コント、面白レポートの他、声のラブレターも有り多岐にわたった。本番組内で『カセットレターコンテスト』が行われ、その中で優秀作品は全国大会前に本番組中で紹介されて、紹介された作品の送り主には番組オリジナルTシャツがプレゼントされた。そしてこのコンテストの全国大会は1983年8月28日に日本都市センターホールで開催され、グランプリ受賞者にはパイオニア製のコンポ、カセットデッキが賞品として贈られた。
そして、音楽やサウンド（ハッピーなもの、時には不気味な音楽がかかることも）でリスナーの運勢を診る木曜日のコーナー『久美子のサウンド星占い』も本番組の名物コーナーであった。

## 放送時間・ネット局
ニッポン放送のみ月曜日から木曜日まで、他の各ネット局は全て月曜日から金曜日まで。ニッポン放送のみ金曜日の放送が無く、金曜日放送分は以下のネット局への裏送りとなっていた。
- ニッポン放送（制作局）：24:30 - 24:40
- STVラジオ：22:40 - 22:50
- 東北放送：22:50 - 23:00
- 東海ラジオ放送：23:10 - 23:20
- ラジオ大阪
  - 22:50 - 23:00 （1983年5月 - 1983年9月）
  - 23:11 - 23:21頃 （1983年10月から。夜ワイド番組『POP STATION KISS』に内包）
- 中国放送：22:20 - 22:30
- 九州朝日放送：22:50 - 23:00 （夜ワイド番組『PAO〜N ぼくらラジオ異星人』に内包）